# Ksiluloza
Ksiluloza je ketopentoza, monosaharid koji sadrži pet atoma ugljenika, kao i ketonsku funkcionalnu grupu. On ima hemijsku formulu 510O5. U prirodi, ona se javlja kao - i -enantiomeri.

## Patologija
-Ksiluloza se akumulira u urinu kod pacijenata sa pentosurijom, zbog nedostatka -ksilulozne reduktaze. Pošto je -ksiluloza redukujući šećer poput -glukoze, ovi pacijenti su nekad bili pogrešno dijagnozirani kao dijabetični.

## Literatura
- Lindhorst, Thisbe K. (2007). Essentials of Carbohydrate Chemistry and Biochemistry (1. изд.). Wiley-VCH. ISBN 978-3-527-31528-4.
- Robyt, John F. (1997). Essentials of Carbohydrate Chemistry (1. изд.). Springer. ISBN 978-0-387-94951-2.